# Ruder-Weltmeisterschaften 2003
Die Ruder-Weltmeisterschaften 2003 wurden vom 24. bis 31. August 2003 auf dem See Idroscalo in Mailand, Italien ausgetragen. Nach Angaben des Weltruderverbandes wurden 405 Boote mit 1078 Athleten aus 65 Ländern in 28 Bootsklassen gemeldet. Neben der Ermittlung der Ruder-Weltmeister wurden auf der Regatta etwa 65 % der Startplätze für die olympische Ruderregatta 2004 in Athen vergeben (130 von 202 Bootsplätzen).

## Ergebnisse

### Männer
| Bootsklasse                                  | Gold | Gold    | Silber | Silber  | Bronze | Bronze  |
| -------------------------------------------- | --- | ------- | --- | ------- | --- | ------- |
| Einer (M1x)                                  | Norwegen Olaf Tufte | 6:46,15 | Deutschland Marcel Hacker | 6:47,47 | Slowenien Iztok Čop | 6:48,31 |
| Leichtgewichts-Einer (LM1x)                  | Italien Stefano Basalini | 6:59,65 | Vereinigtes Königreich Tom Kay | 7:02,12 | Deutschland Peter Ording | 7:05,36 |
| Doppelzweier (M2x)                           | Frankreich Sébastien Vieilledent Adrien Hardy | 6:13,93 | Italien Rossano Galtarossa Alessio Sartori | 6:15,65 | Tschechien Milan Doleček Ondřej Synek | 6:16,59 |
| Leichtgewichts-Doppelzweier (LM2x)           | Italien Elia Luini Leonardo Pettinari | 6:30,60 | Polen Tomasz Kucharski Robert Sycz | 6:33,12 | Irland Sam Lynch Gearóid Towey | 6:35,90 |
| Doppelvierer (M4x)                           | Deutschland André Willms Stephan Volkert Marco Geisler Robert Sens                                                                                     | 6:12,26 | Tschechien David Kopřiva Petr Vitásek Jakub Hanák David Jirka | 6:15,59 | Polen Adam Bronikowski Marek Kolbowicz Sławomir Kruszkowski Adam Korol                                                                                             | 6:18,80 |
| Leichtgewichts-Doppelvierer (LM4x)           | Italien Emanuele Federici Daniele Gilardoni Luca Moncada Filippo Mannucci                                                                              | 6:07,10 | Australien Deon Birtwistle Michael McBryde Shane Broad Samuel Beltz                                                                                                | 6:09,36 | Deutschland Jörg Lehnigk Matthias Schömann-Finck Nils Ipsen Jens Wittwer                                                                                           | 6:10,84 |
| Zweier ohne Steuermann (M2-)                 | Australien Drew Ginn James Tomkins | 6:19,31 | Kroatien Siniša Skelin Nikša Skelin | 6:20,79 | Südafrika Ramon di Clemente Donovan Cech | 6:21,69 |
| Leichtgewichts-Zweier ohne Steuermann (LM2-) | Dänemark Bo Helleberg Mads Kruse Andersen | 6:35,73 | Deutschland Frank Mager Christian Gerlach | 6:37,36 | Vereinigte Staaten Simon Carcagno Michael Altman | 6:41,05 |
| Zweier mit Steuermann (M2+)                  | Vereinigte Staaten Matt Rich Daniel Beery Andrew Kelly (Stm.)                                                                                          | 7:10,11 | Australien Luke Pougnault Jonathan Fievez Marc Douez (Stm.) | 7:13,13 | Kanada Kevin Burt Geoff Hodgson Brian Price (Stm.) | 7:20,23 |
| Vierer ohne Steuermann (M4-)                 | Kanada Cameron Baerg Thomas Herschmiller Jake Wetzel Barney Williams                                                                                   | 5:52,91 | Vereinigtes Königreich Steve Williams Josh West Toby Garbett Rick Dunn                                                                                             | 5:53,54 | Deutschland Sebastian Thormann Paul Dienstbach Philipp Stüer Bernd Heidicker                                                                                       | 5:55,13 |
| Leichtgewichts-Vierer ohne Steuermann (LM4-) | Dänemark Thor Kristensen Thomas Ebert Stephan Mølvig Eskild Ebbesen                                                                                    | 6:10,46 | Niederlande Gerard van der Linden Ivo Snijders Karel Dormans Joeri de Groot                                                                                        | 6:12,24 | Italien Lorenzo Bertini Catello Amarante Salvatore Amitrano Bruno Mascarenhas                                                                                      | 6:13,04 |
| Vierer mit Steuermann (M4+)                  | Vereinigte Staaten Brian McDonough Matt Deakin Jason Flickinger Lucas McGee Marcus McElhenney (Stm.)                                                   | 6:04,68 | Vereinigtes Königreich James Livingston Richard Egington Kieran West Tom Stallard Peter Rudge (Stm.)                                                               | 6:05,82 | Deutschland Arne Landgraf Matthias Flach Jan-Martin Bröer Klaus Rogge Stefan Lier (Stm.)                                                                           | 6:08,90 |
| Achter (M8+)                                 | Kanada Joseph Stankevicius Kevin Light Ben Rutledge Kyle Hamilton David Calder Andrew Hoskins Adam Kreek Jeff Powell Brian Price (Stm.)                | 6:00,44 | Vereinigte Staaten Ryan Torgerson Jonathan Watling Michael Wherley Wolfgang Moser Bryan Volpenhein Jeffrey Klepacki Joseph Hansen Jason Read Pete Cipollone (Stm.) | 6:01,46 | Vereinigtes Königreich Alex Partridge Dan Ouseley Jonathan Devlin Andrew Triggs Hodge Ed Coode Phil Simmons Robin Bourne-Taylor Tom James Christian Cormack (Stm.) | 6:03,45 |
| Leichtgewichts-Achter (LM8+)                 | Deutschland Bastian Seibt Martin Raeder Joachim Drews Martin Hasse Carsten Borchardt Birger Schmidt Matthias Hobein Christian Dahlke Olaf Kaska (Stm.) | 5:41,43 | Vereinigte Staaten Thomas Paradiso Eric Feins Patrick Todd Andrew Bolton William Fedyna John Wall Angus MacLaurin John Wachter Joseph Finelli (Stm.)               | 5:43,95 | Frankreich Vincent Faucheux Fabien Dagada Remi Le Flohic Damien Margat Alexis Saitta Franck Bussiere Nicolas Planque Jerome Bandiera Nicolas Majerus (Stm.)        | 5:45,43 |

### Frauen
| Bootsklasse                                  | Gold | Gold    | Silber | Silber  | Bronze | Bronze  |
| -------------------------------------------- | --- | ------- | --- | ------- | --- | ------- |
| Einer (W1x)                                  | Bulgarien Rumjana Nejkowa | 7:18,12 | Deutschland Katrin Rutschow | 7:21,44 | Belarus Kazjaryna Karsten | 7:23,30 |
| Leichtgewichts-Einer (LW1x)                  | Kanada Fiona Milne | 7:52,87 | Kroatien Mirna Rajle Brođanac | 7:54,49 | Deutschland Janet Radünzel | 7:56,53 |
| Doppelzweier (W2x)                           | Neuseeland Georgina Evers-Swindell Caroline Evers-Swindell                                                                                        | 6:45,79 | Deutschland Britta Oppelt Kathrin Boron | 6:47,57 | Russland Larissa Merk Irina Fedotowa | 6:49,50 |
| Leichtgewichts-Doppelzweier (LW2x)           | Deutschland Marie-Louise Dräger Claudia Blasberg                                                                                                  | 7:14,55 | Australien Sally Causby Amber Halliday | 7:17,28 | Rumänien Constanța Burcică Camelia Mihalcea | 7:18,24 |
| Doppelvierer (W4x)                           | Australien Jane Robinson Dana Faletic Kerry Hore Amber Bradley                                                                                    | 6:46,52 | Belarus Kazjaryna Karsten Julija Bitschyk Wolha Berasnjowa Marija Worona | 6:48,87 | Deutschland Peggy Waleska Marita Scholz Manuela Lutze Kerstin El Qalqili-Kowalski                                                                     | 6:49,34 |
| Leichtgewichts-Doppelvierer (LW4x)           | Volksrepublik China Quan Li Yanping Deng Meiyun Tan Weijuan Zhou                                                                                  | 6:36,43 | Niederlande Mariel Pikkemaat Danielle Broekhuizen Anne van Drumpt Judith van Os                                                                                                | 6:40,95 | Australien Bronwen Watson Sally Newmarch Marguerite Houston Miranda Bennett                                                                           | 6:42,02 |
| Zweier ohne Steuermann (W2-)                 | Vereinigtes Königreich Katherine Grainger Catherine Bishop                                                                                        | 7:04,88 | Belarus Julija Bitschyk Natallja Helach | 7:05,89 | Rumänien Georgeta Andrunache Viorica Susanu | 7:06,16 |
| Leichtgewichts-Zweier ohne Steuermann (LW2-) | Rumänien Alina Scurtu Mihaela Niga | 7:30,26 | Vereinigtes Königreich Julia Warren Michelle Dollimore | 7:32,53 | Griechenland Elpida Grigoriadou Angeliki Gkremou | 7:34,50 |
| Vierer ohne Steuermann (W4-)                 | Vereinigte Staaten Liane Malcos Whitney Webber Caryn Davies Wendy Wilbur                                                                          | 6:53,08 | Niederlande Sarah Siegelaar Laura Posthuma Annemarieke van Rumpt Helen Tanger                                                                                                  | 6:54,42 | Deutschland Ulrike Stadlmayr Dana Pyritz Sandra Goldbach Manuela Zander                                                                               | 6:56,36 |
| Achter (W8+)                                 | Deutschland Elke Hipler Anja Pyritz Maja Tucholke Britta Holthaus Susanne Schmidt Nicole Zimmermann Silke Günther Lenka Wech Annina Ruppel (Stf.) | 6:41,23 | Rumänien Georgeta Craciun Aurica Bărăscu Liliana Gafencu Viorica Susanu Magdalena Irincu Elisabeta Lipă-Oleniuc Georgeta Andrunache Doina Ignat Elena Georgescu-Nedelcu (Stf.) | 6:44,63 | Kanada Jacqui Cook Karen Clark Rachel Dunnet Andréanne Morin Darcy Marquardt Pauline van Roessel Roslyn McLeod Buffy-Lynne Williams Sarah Pape (Stf.) | 6:45,53 |

### Wettbewerbe des Pararuderns
| Bootsklasse                                       | Gold | Gold         | Silber                                                                                                   | Silber       | Bronze | Bronze                  |
| ------------------------------------------------- | --- | ------------ | --- | ------------ | --- | ----------------------- |
| TA-Mixed-Doppelzweier (TAMix2x)                   | Vereinigte Staaten Scott Brown Angela Madsen                                                               | 4:21,72      | Italien Agnese Moro Enio Billiato                                                                        | 6:43,29      | nur zwei Boote am Start | nur zwei Boote am Start |
| LTA-Männer-Doppelvierer mit Steuermann (LTAM4x+)  | Vereinigtes Königreich Paul Askam-Spencer Alan Crowther Mathew Harrison Hugh Huddy Loretta Williams (Stf.) | 3:16,38      | Deutschland Silke Tampe Philipp Torwesten Bernd Fromm Marcus Klemp Arne Maury (Stm.)                     | 3:40,95      | Griechenland Antonis Axagororaris Lampros Giouroukis Konstantinos Monachos Athanasios Kitromilidis George-Christos Polakis (Stm.) | 3:46,30                 |
| LTA-Mixed-Doppelvierer mit Steuermann (LTAMix4x+) | Australien Jennifer Emerson Julia Veness-Collins Gene Barrett Ben Felten Susie Edwards (Stf.)              | 3:46,81      | Niederlande Catharina Bijl Marianna Huijben Paul de Jong Martin Lauriks Helen op den Velde-Berger (Stf.) | 3:53,84      | Portugal Bruno Indio José Pereira Sonia Costa Monica Campizes Ferreira Isabel Jesus (Stf.)                                        | 3:57,23                 |
| AS-Männer-Einer (ASM1x)                           | Australien Peter Taylor                                                                                    | (keine Zeit) | Vereinigtes Königreich Rob Holliday                                                                      | (keine Zeit) | Vereinigte Staaten Dale Doornek                                                                                                   | (keine Zeit)            |

## Medaillenspiegel

### Männer und Frauen
| Platz | Land                   | Gold | Silber | Bronze | Gesamt |
| ----- | ---------------------- | ---- | ------ | ------ | ------ |
| 1     | Deutschland            | 4    | 4      | 7      | 15     |
| 2     | Vereinigte Staaten     | 3    | 2      | 1      | 6      |
| 3     | Italien                | 3    | 1      | 1      | 5      |
| 4     | Kanada                 | 3    |        | 2      | 5      |
| 5     | Australien             | 2    | 3      | 1      | 6      |
| 6     | Dänemark               | 2    |        |        | 2      |
| 7     | Vereinigtes Königreich | 1    | 4      | 1      | 6      |
| 8     | Rumänien               | 1    | 1      | 2      | 4      |
| 9     | Frankreich             | 1    |        | 1      | 2      |
| 10    | Bulgarien              | 1    |        |        | 1      |
| 10    | Volksrepublik China    | 1    |        |        | 1      |
| 10    | Norwegen               | 1    |        |        | 1      |
| 10    | Neuseeland             | 1    |        |        | 1      |
| 14    | Niederlande            |      | 3      |        | 3      |
| 15    | Belarus                |      | 2      | 1      | 3      |
| 16    | Kroatien               |      | 2      |        | 2      |
| 17    | Tschechien             |      | 1      | 1      | 2      |
| 17    | Polen                  |      | 1      | 1      | 2      |
| 19    | Griechenland           |      |        | 1      | 1      |
| 19    | Irland                 |      |        | 1      | 1      |
| 19    | Südafrika              |      |        | 1      | 1      |
| 19    | Russland               |      |        | 1      | 1      |
| 19    | Slowenien              |      |        | 1      | 1      |
| Summe | Summe                  | 24   | 24     | 24     | 72     |

### Paraklassen
| Platz | Land                   | Gold | Silber | Bronze | Gesamt |
| ----- | ---------------------- | ---- | ------ | ------ | ------ |
| 1     | Australien             | 2    |        |        | 2      |
| 2     | Vereinigtes Königreich | 1    | 1      |        | 2      |
| 3     | Vereinigte Staaten     | 1    |        | 1      | 2      |
| 4     | Deutschland            |      | 1      |        | 1      |
| 4     | Italien                |      | 1      |        | 1      |
| 4     | Niederlande            |      | 1      |        | 1      |
| 7     | Griechenland           |      |        | 1      | 1      |
| 7     | Portugal               |      |        | 1      | 1      |
| Summe | Summe                  | 4    | 4      | 3      | 11     |